# سورينا

## السياق
كان الجنرال سورينا ابن أركش (بالفارسية أراش) وماسيس.
في حياة كراسوس 21، التي كُتبت بعد حوالي 225 عامًا من عهد القائد، وصف بلوتارخ  سورينا بأنه «رجل متميز للغاية. ففي ثروته ومولده والشرف الذي مُنح له، كان في مرتبة تالية للملك مباشرة؛ وكان أول بارثي في عصره في الشجاعة والقدرة؛ ولم يكن له مثيل في المكانة والجمال الشخصي.» [b] الميديين.”

## صور سورينا
- أحدث مقالة للكاتب المسرحي الفرنسي بيار كورني في القرن الـ 17، هي مأساة بعنوان سورينا، وهي مستندة على قصة الجنرال سورينا.
- يظهر سورينا كشخصية صغيرة في مؤامرة كاتيلاين، وهو المجلد الثاني لـسلسلة SPQR لـجون مادوكس روبرتس، والتي حدثت عام 63 63 قبل الميلاد، قبل معركة حران بعدة سنوات. عندما يزور سورينا روما رئيسًا لبعثة دبلوماسية من فرهاد الثالث، يلتقي ببطل السلسلة ديسياس ميتيلاس في حفلة. ويطرده ديسياس سرًا باعتباره مخنثًا، ولكنه يكتب بعد فوات الأوان بأسى عن مدى الخطأ الذي ارتكبه في تقييمه لسورينا، بعد براعة سورينا في معركة حران.